# محمد عطية (مصمم)
محمد عطية (مواليد 19 سبتمبر 1973) هو مصمم إنتاج ومخرج فني مصري اشتهر بتعاونه مع مخرجين مروان حامد ويسري نصر الله ومحمد خان وطارق العريان.  وهو أيضًا أحد المخرجين الفنيين الرئيسيين وراء موكب المومياوات الملكية والمسيرة التي احتفلت بترميم طريق الكباش في الأقصر. 
حصل على جائزة أفضل تصميم فني من المهرجان القومي للسينما المصرية عن عمله في فيلم الفيل الأزرق، وجائزة المركز الكاثوليكي المصري لأفضل مخرج فني في السينما عن الأصليين، والجائزة الذهبية لجائزة القاهرة للتصميم في فئة تصميم الإنتاج لـ تراب الماس والفيل الأزرق 2 ، والجائزة الفضية لعمله في أولاد رزق 2 . 

## التعليم والمسيرة المهنية
درس عطية طب الأسنان في جامعة القاهرة لمدة خمسة أشهر قبل أن يقرر أنه ليس من شغفه. انتقل بعد ذلك إلى كلية الفنون الجميلة بالزمالك، حيث تدرب في فيلم المهاجر عام 1994 للمخرج يوسف شاهين. 
في عام 1995 أكمل دراساته المعمارية وبدأ العمل رسامًا في فرنسا. بعد العمل على الرسومات لأكثر من ثلاث سنوات، انتهز فرصة العودة إلى القاهرة والمساعدة في تجديد المباني في مجمع الإنتاج الذي يعود إلى حقبة الثلاثينيات من القرن الماضي ستديو مصر. هناك، التقى بمصمم الإنتاج والمخرج الفني صلاح مرعي، الذي شجعه على تغيير حياته المهنية وقدمه إلى المخرج السينمائي محمد خان. 

## سينما
| سنة  | الفيلم             | مخرج            |
| ---- | ------------------ | --------------- |
| 2004 | كليفتي             | محمد خان        |
| 2007 | في شقة مصر الجديدة | محمد خان        |
| 2009 | احكي يا شهرزاد     | يسري نصرالله    |
| 2012 | بعد المعركة        | يسري نصرالله    |
| 2014 | الفيل الأزرق       | مروان حامد      |
| 2015 | اولاد رزق          | طارق العريان    |
| 2015 | أسوار القمر        | يسري نصرالله    |
| 2017 | الأصليين           | مروان حامد      |
| 2017 | الخلية             | طارق العريان    |
| 2018 | تراب الماس         | مروان حامد      |
| 2019 | الفيل الأزرق 2     | مروان حامد      |
| 2021 | العارف             | احمد علاء الديب |

## تليفزيون
| سنة  | عنوان                     | مخرج                      |
| ---- | ------------------------- | ------------------------- |
| 2014 | صولا                      | طارق العريان              |
| 2016 | أفراح القبة               | محمد ياسين                |
| 2019 | سهرانين                   | محمد بكير                 |
| 2021 | أبلة فاهيتا: ملكة الدراما | خالد مرعي                 |
| 2022 | الثمانية                  | رضا عبد الرازق وأحمد مدحت |

## الجوائز[4]
| سنة  | احتفال                              | فئة                     | فيلم           |
| ---- | ----------------------------------- | ----------------------- | -------------- |
| 2009 | مهرجان جمعية الفيلم للسينما المصرية | جوائز أفضل مجموعة تصميم | إحكي يا شهرزاد |
| 2012 | مهرجان جمعية الفيلم للسينما المصرية | جوائز أفضل مجموعة تصميم | بعد المعركة    |
| 2014 | مهرجان جمعية الفيلم للسينما المصرية | جوائز أفضل مجموعة تصميم | الفيل الأزرق   |
| 2014 | المهرجان القومي للسينما المصرية     | أفضل تصميم فني          | الفيل الأزرق   |
| 2015 | مهرجان جمعية الفيلم للسينما المصرية | جوائز أفضل مجموعة تصميم | أسوار القمر    |
| 2015 | مهرجان جمعية الفيلم للسينما المصرية | جوائز أفضل مجموعة تصميم | اولاد رزق      |
| 2016 | جوائز القاهرة للتصميم               | الجائزة الفضية          | أفراح القبة    |
| 2017 | مهرجان المركز الكاثوليكي للسينما    | جائزة أفضل مخرج فني     | الأصليين       |
| 2018 | جوائز القاهرة للتصميم               | الجائزة الذهبية         | تراب الماس     |
| 2019 | جوائز القاهرة للتصميم               | الجائزة الذهبية         | الفيل الأزرق 2 |
| 2019 | جوائز القاهرة للتصميم               | الجائزة الفضية          | ولاد رزق 2     |